# Leavitt (cráter)

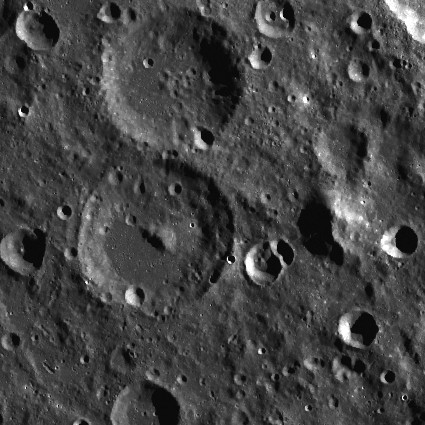
Fotografía de la misión Lunar Reconnaissance Orbiter

Leavitt es un cráter perteneciente a la cara oculta de la Luna. Tiene un aspecto moderadamente erosionado, con solo algunos cráteres menores marcando su interior y su brocal. La mayoría de estos impactos se sitúan en la mitad norte del cráter, aunque el mayor de ellos se sitúa en la pared interior sur. Presenta una cresta central no muy alta cerca del punto medio, y una zona de material de mayor albedo se halla junto al borde oriental, centrada en un pequeño cráter.
Casi unido al borde externo del lado norte se localiza el cráter satélite Leavitt Z, una formación similar al propio Leavitt, aunque algo más desgastada. A menos de dos diámetros del cráter al noroeste de Leavitt aparece la llanura amurallada del enorme cráter Apolo. Hacia el nordeste aparece el  cráter Buffon.
El cráter debe su nombre a Henrietta Swan Leavitt, una astrónoma de la Universidad de Harvard, y está dedicado a todas las personas sordas que han hecho contribuciones sustanciales a la ciencia. Leavitt, una importante figura en la historia de la astronomía, era sorda. Descubrió una relación clave para determinar el tamaño del cosmos, y con ello posibilitó un cambio fundamental en la astronomía moderna. Paradójicamente, propuso su teoría mientras trabajaba como asistente en el Harvard College Observatory por diez dólares y medio a la semana.

## Cráteres satélite
Por convención estos elementos son identificados en los mapas lunares poniendo la letra en el lado del punto medio del cráter que está más cerca de Leavitt.
|         | \| Leavitt \| Coordenadas \| Diámetro \| \| ------- \| -------------------------------- \| -------- \| \| Z \| 42°42′S 139°12′O / -42.7, -139.2 \| 65 km \| |          |
| Leavitt | Coordenadas | Diámetro |
| Z       | 42°42′S 139°12′O / -42.7, -139.2 | 65 km    |